# 莱希 (福拉尔贝格州)
莱希是奥地利福拉尔贝格州布卢登茨县的一个市镇。总面积89.97平方公里，总人口1636人，人口密度18.2人/平方公里（2012年）。